# Pyronia
Pyronia är ett släkte av fjärilar. Pyronia ingår i familjen praktfjärilar.

## Bildgalleri

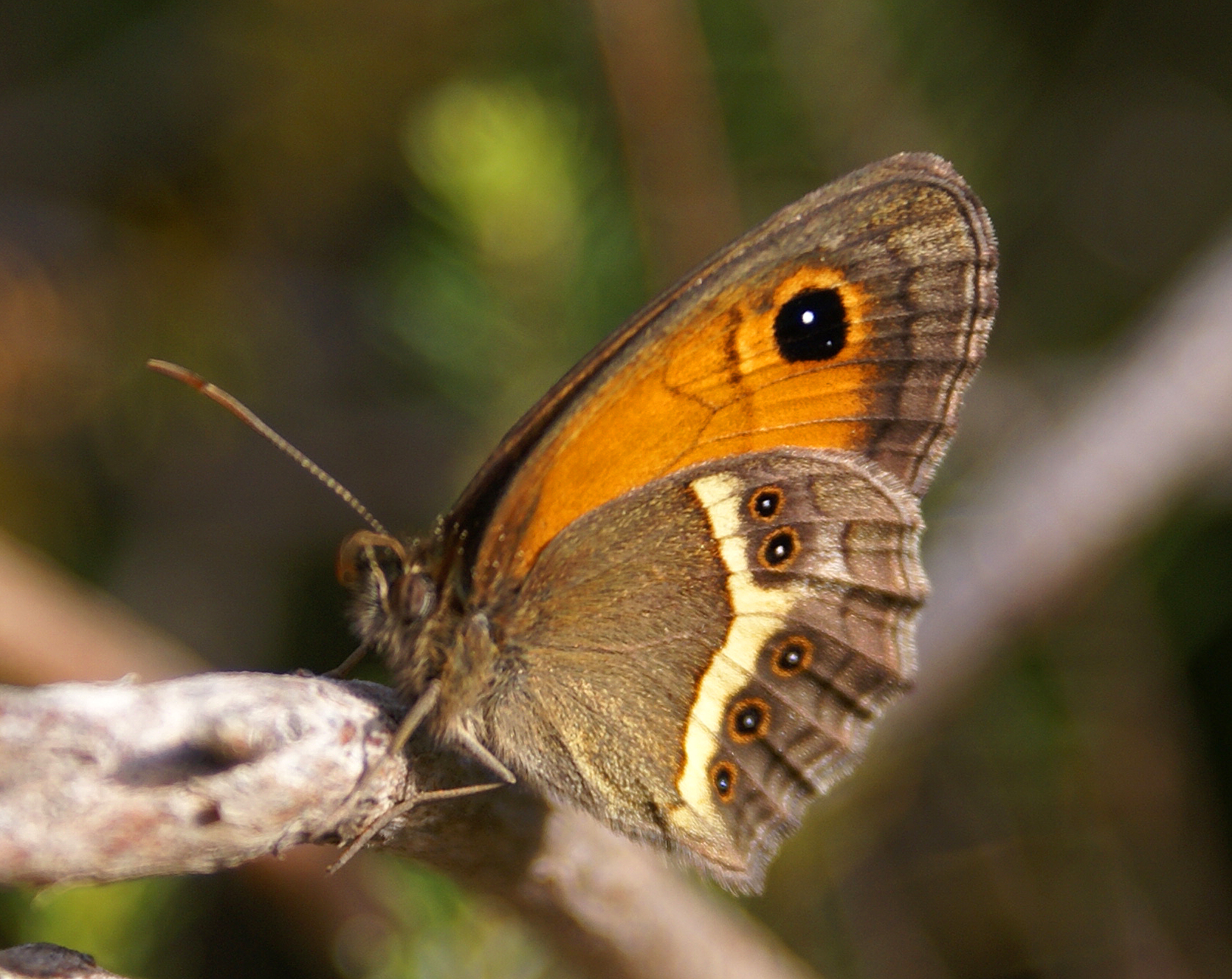
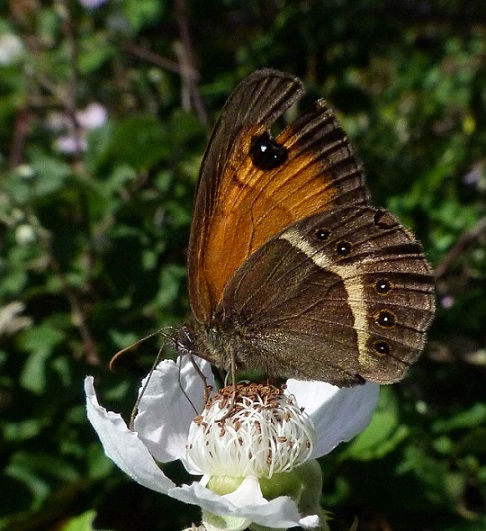
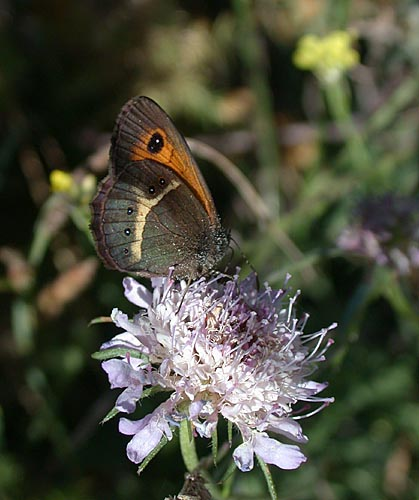
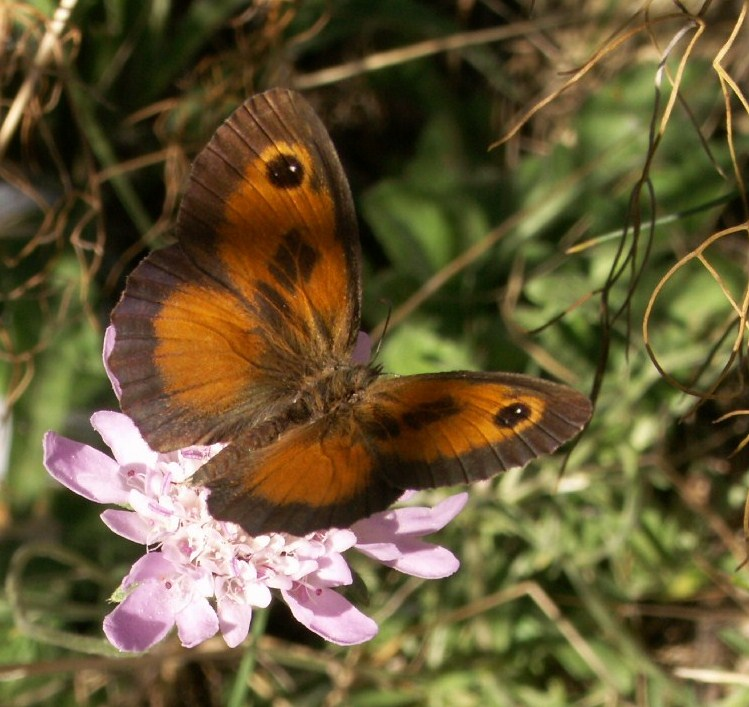
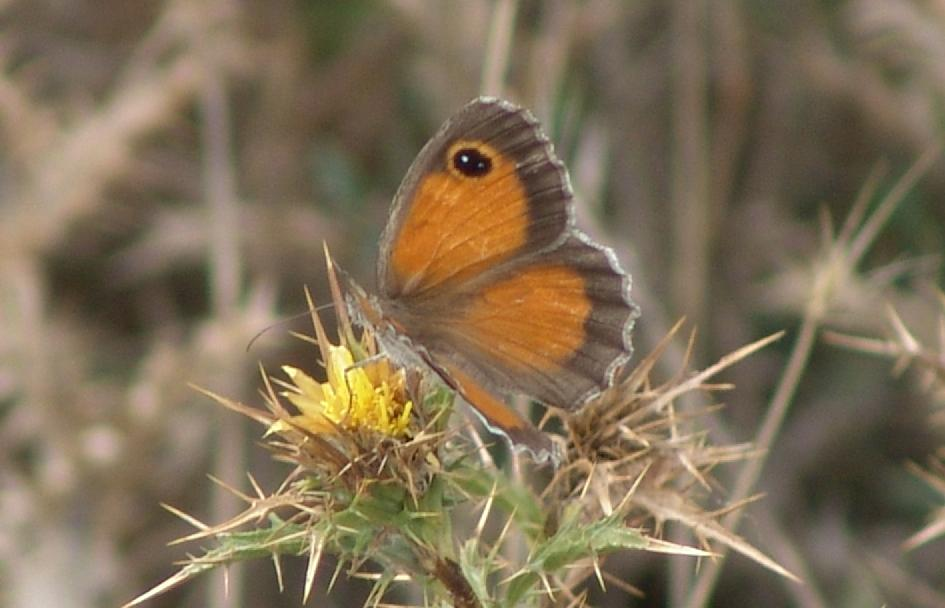

## Dottertaxa tillPyronia, i alfabetisk ordning[1]
- Pyronia abbreviata
- Pyronia albida
- Pyronia albidus
- Pyronia albinotica
- Pyronia albomarginata
- Pyronia albuferensis
- Pyronia alpinus
- Pyronia amarillis
- Pyronia amyclas
- Pyronia aphrodite
- Pyronia arminii
- Pyronia armoricanus
- Pyronia astorica
- Pyronia bajocassensis
- Pyronia baroghila
- Pyronia bathseba
- Pyronia bimaculata
- Pyronia britanniae
- Pyronia caeca
- Pyronia catalana
- Pyronia cecilia
- Pyronia celticus
- Pyronia chitralica
- Pyronia cid
- Pyronia completa
- Pyronia cyrenaicae
- Pyronia davidiana
- Pyronia decolorata
- Pyronia depupillata
- Pyronia distincta
- Pyronia dosmanchas
- Pyronia dosojos
- Pyronia esperi
- Pyronia etrusca
- Pyronia excessa
- Pyronia flava
- Pyronia fulgens
- Pyronia gata
- Pyronia herse
- Pyronia ida
- Pyronia infrafulva
- Pyronia infrafusca
- Pyronia infrafuscissima
- Pyronia infraunicolora
- Pyronia janiroides
- Pyronia kashmirensis
- Pyronia kheili
- Pyronia lapidipeta
- Pyronia latepicta
- Pyronia lesoudiera
- Pyronia lineigera
- Pyronia lucida
- Pyronia lugens
- Pyronia marcia
- Pyronia mincki
- Pyronia morena
- Pyronia multiocellata
- Pyronia neapolitana
- Pyronia neoza
- Pyronia obscurior
- Pyronia ormaculata
- Pyronia pallescens
- Pyronia pallida
- Pyronia pallidemarginata
- Pyronia paratransiens
- Pyronia pardilloi
- Pyronia pardoi
- Pyronia pasiphae
- Pyronia phaedra
- Pyronia philippina
- Pyronia pilosellae
- Pyronia portugesa
- Pyronia postaeca
- Pyronia postalbipuncta
- Pyronia posticeinocellata
- Pyronia pulchella
- Pyronia pulchra
- Pyronia punctum
- Pyronia pyrenaicus
- Pyronia quadriocellata
- Pyronia quadripunctata
- Pyronia salome
- Pyronia segurai
- Pyronia semiobscura
- Pyronia septemocellata
- Pyronia subalba
- Pyronia subalbida
- Pyronia taurina
- Pyronia tessalensis
- Pyronia tiphon
- Pyronia tisamene
- Pyronia tithonellus
- Pyronia tithonus
- Pyronia transiens
- Pyronia trinacriae
- Pyronia tripuncta
- Pyronia unipupillata
- Pyronia valentina
- Pyronia venata
- Pyronia vernetensis
- Pyronia virginalis
- Pyronia vulgaris